# La verità (programma televisivo)
La verità è stato un programma televisivo italiano degli anni novanta condotto da Marco Balestri, e andato in onda per 60 puntate inizialmente su Canale 5 dal 1º luglio 1990 ed in seguito su Rete 4 fino al 1995, con la direzione nella regia di Roberto Meneghin.

## Il programma

### Storia
Era la versione italiana del game show statunitense To Tell the Truth, prodotto dalla Goodson-Todman Productions e andato in onda originariamente sulla CBS dal 1956 al 1968 e, longevamente dopo, in syndication nelle varie emittenti locali dal 1969 al 2001. Per un breve periodo, dal 1990 al 1991, venne invece trasmesso sulla NBC.
Il format, esportato anche in molti paesi del mondo, era ideato da Bob Stewart (già autore negli anni cinquanta dell'originale Ok, il prezzo è giusto!).

### Strutturazione
Ne La verità c'erano in studio tre personaggi, maschili e/o femminili, sostenenti di essere tutti e tre una certa persona, ma solo uno di essi diceva la verità, mentre gli altri due erano degli impostori.
Il gioco si svolgeva con quattro concorrenti che, nei panni degli investigatori, avevano il compito di scoprire quale dei tre personaggi corrispondeva a quello misterioso: per farlo dovevano prima giurare al conduttore (Marco Balestri) di non conoscere nessuno dei tre, e poi uno alla volta li interrogavano ponendo delle domande riguardanti la storia del "vero" personaggio. Finite le domande, si procedeva con la scoperta del vero personaggio dando un voto ai loro sospetti.
Del programma venne anche realizzata una versione VIP, con personaggi noti sempre nei panni degli investigatori.